# Lennart Atterwall
Lennart Folke Alfons (Lennart) Atterwall (Perstorp, 26 maart 1911 – Sjöbo, 23 april 2001) was een Zweedse speerwerper, en daarnaast af en toe ook meerkamper. Hij nam eenmaal deel aan de Olympische Spelen en viel bij die gelegenheid net buiten de prijzen.

## Loopbaan
Atterwall nam in 1936 deel aan de Olympische Spelen van Berlijn. Hier behaalde hij met een worp van 69,20 m de vierde plaats. De atleten voor hem passeerden alle drie de 70 meter en de Zweed had ten minste ruim anderhalve meter verder moeten gooien, had hij een medaille willen veroveren.
In eigen land werd Atterwall niet minder dan achtmaal nationaal kampioen en in 1946 veroverde hij zelfs de Europese titel in deze discipline. Ook op de vijf- en de tienkamp behaalde hij tijdens nationale kampioenschappen medailles, waaronder twee gouden.

## Persoonlijk record
| Onderdeel   | Prestatie | Jaar |
| ----------- | --------- | ---- |
| speerwerpen | 75,10 m   | 1937 |

## Palmares

### speerwerpen
- 1934:  Zweedse kamp. - 62,38 m
- 1935:  Zweedse kamp. - 65,95 m
- 1936: 4e OS - 69,20 m
- 1937:  Zweedse kamp. - 69,74 m
- 1938:  Zweedse kamp. - 65,16 m
- 1938: 6e EK te Parijs - 68,58 m
- 1939:  Zweedse kamp. - 68,56 m
- 1940:  Zweedse kamp. - 66,06 m
- 1941:  Zweedse kamp. - 65,12 m
- 1942:  Zweedse kamp.
- 1944:  Zweedse kamp.
- 1945:  Zweedse kamp.
- 1946:  Zweedse kamp. - 68,10 m
- 1946:  EK te Oslo - 68,74 m
- 1947:  Zweedse kamp.

### vijfkamp
- 1933:  Zweedse kamp.
- 1934:  Zweedse kamp.
- 1937:  Zweedse kamp. - 3492 p

### tienkamp
- 1940:  Zweedse kamp.